# 우다야 3세
우다야 3세(Udaya III, 921년 ~ 972년)는 10세기 시대 아누라다푸라 왕국의 람바카나 제2왕조 제22대 군주였다.

## 같이 보기
- 스리랑카의 역사